# Julia Jacklin
Julia Jacklin (Sydney, 30 agosto 1990) è una cantautrice australiana.

## Biografia
Julia Jacklin è cresciuta nelle Blue Mountains, in una famiglia di insegnanti. All'età di 10 anni ha iniziato a seguire lezioni di canto classico; dopo la laurea in politica sociale alla Sydney University ha vissuto in un garage a Glebe, lavorando in una fabbrica producendo olii. Ha continuato a esibirsi localmente e ha formato la band Salta insieme a Liz Hughes nel 2012.
Julia Jacklin ha iniziato a farsi notare dal pubblico e dalla critica con i suoi primi due singoli Pool Party e Coming of Age. È partita in tournée da marzo 2016 negli Stati Uniti, in Europa e in Australia, esibendosi in vari festival come l'End of the Road Festival, l'Electric Picnic e il South by Southwest. Ha inoltre aperto concerti di artisti come First Aid Kit, Whitney, Marlon Williams e Okkervil River.  Dopo essere stata riconosciuta da Rolling Stone Australia e Triple J, la cantante si è dedicata alla carriera musicale a tempo pieno, pensando di non poter più gestire il suo lavoro normale.
A seguito della sua performance al SXSW 2016, ha firmato un contratto discografico con le etichette Trasgressive Records, Ponyvinyl Records Co. e Liberation Music. Nell'ottobre 2016 è stato pubblicato il suo album in studio di debutto Don't Let The Kids Win, prodotto da Ben Edwards e registrato a Lyttelton, in Nuova Zelanda, nel giro di tre settimane. Ha esordito in 42ª posizione nella ARIA Albums Chart australiana. Jacklin ha poi continuato a esibirsi in occasione di importanti festival tra cui il Glastonbury Festival, il Latitude Festival, il Newport Folk Festival, lo Splendor in the Grass e il Falls Festival.
A gennaio 2017 ha intrapreso un altro ampio tour in Europa, accumulando candidature a importanti premiazioni australiani. A settembre ha pubblicato un doppio singolo, costituito dai brani Eastwick / Cold Caller ed entrambi prodotti da Ben Edwards.
Nel marzo 2018 la cantante ha confermato, tramite social media, di aver completato il secondo album. Anticipato dai singoli Body, Head Alone, Pressure To Party e Comfort,  Crushing è stato reso disponibile a febbraio 2019 ed è stato accolto calorosamente dalla critica specializzata. È entrato in 8ª posizione nella classifica australiana degli album, alla 22ª in quella neozelandese e alla 67ª nella Official Albums Chart, vendendo 1 602 unità in territorio britannico nel corso della sua prima settimana. Il tour a sostegno di Crushing ha incluso esibizioni ai festival Shaky Knees Music Festival, Latitude Festival e  Forecastle Festival e concerti per la maggior parte sold out.

### Phantastic Ferniture
Nel 2014 Jacklin ha formato il gruppo musicale indipendente Phantastic Ferniture insieme ai musicisti Elizabeth Hughes e Ryan K Brennan. Nel maggio 2018 la band ha pubblicato il suo singolo di debutto Fuckin 'n' Rollin, accompagnato da un videoclip diretto da Nick McKinlay. A luglio la band ha pubblicato un album eponimo, prodotto dal batterista Brennan ed anticipato dai singoli Bad Timing e Dark Corner Dance Floor.

## Influenze musicali
Julia Jacklin cita come influenze musicali Doris Day, The Andrews Sisters, Björk, Billy Bragg, Fiona Apple e Leonard Cohen. Per quanto riguarda lo stile dei suoi video musicali, si è dichiarata influenzata dal fotografo svedese Lars Tunbjörk.

## Premi e riconoscimenti
Agli APRA Music Awards 2017 Julia Jacklin è stata candidata come Migliore artista femminile, il singolo Pool Party come Canzone dell'anno mentre il fotografo Nick McKinlay è stato nominato nella categoria Miglior copertina di un album con quella di Don't Let the Kids Win. Quest'ultimo ha inoltre vinto un premio agli Australian Independent Record Labels Association Awards.
Agli ARIA Music Awards 2019 la cantante ha ricevuto sei candidature: lei stessa per Migliore artista femminile, mentre l'album Crushing è stato candidato nelle categorie Migliore album adult contemporary, Migliore uscita indipendente, Produttore dell'anno, Ingegnere del suono dell'anno e Migliore copertina. A febbraio 2020 Crushing è stato nominato all'Australian Music Prize.

## Discografia

### Album in studio
- 2016 – Don't Let the Kids Win
- 2019 - Crushing
- 2022 - Pre Pleasure

### Singoli
- 2016 – Don't Let the Kids Win
- 2016 – Pool Party
- 2016 – Leadlight
- 2016 – Coming of Age
- 2016 – Hay Plain
- 2017 – Eastwick / Cold Caller
- 2018 – Body
- 2018 – Head Alone
- 2019 – Pressure to Party
- 2019 – Comfort